# Mot de Yamanouchi
En mathématiques, et notamment en combinatoire algébrique, un mot de Yamanouchi (ou une suite de Yamanouchi) droit (resp. gauche) est une suite d'entiers positifs telle que, dans tout suffixe (resp. préfixe), tout nombre {\displaystyle i} apparaît au moins autant de fois que le nombre {\displaystyle i+1}. On rencontre aussi la dénomination symbole de Yamanouchi et, pour un mot de Yamanouchi gauche, la dénomination plus ancienne mot de treillis. Les mots sont nommés ainsi d'après le physicien théoricien Takahiko Yamanouchi (en).
Le mot [2, 3, 2, 2, 1, 3, 1, 2, 1, 1] est un exemple d'un mot de Yamanouchi droit. Si l'on nomme évaluation ou poids d'une suite est la suite qui compte le nombre d'occurrences de chaque lettre dans la suite, alors la suite [2, 3, 2, 2, 1, 3, 1, 2, 1, 1] a l'évaluation [4, 4, 2]. L'évaluation d'un mot de Yamanouchi droit est une partition.
Les mots de Yamanouchi sont stables par les opérations de Knuth définissant le monoïde plaxique. Dans la théorie des tableaux de Young, un tableau de Yamanouchi est un tableau dont la forme est égale à son évaluation (ou poids).